# Cotinusa puella
Cotinusa puella là một loài nhện trong họ Salticidae.
Loài này thuộc chi Cotinusa. Cotinusa puella được Eugène Simon miêu tả năm 1900.